# غيم سنتر سي إكس
غيم سنتر سي إكس (باليابانية: ゲームセンターCX)، هي برنامج تلفزيوني ياباني تقدم بعرض الحلقات حول تجربته الشخصية لألعاب الفيديو، وهي من بطولة المقدم الكوميدي الياباني شينيا آرينو، عرضت البرنامج بتاريخ 4 نوفمبر 2003، ومازال البرنامج التلفزيوني مستمراً، والتي تعرضه على قناة تلفزيون فوجي اليابانية.